# Armed Forces Bowl

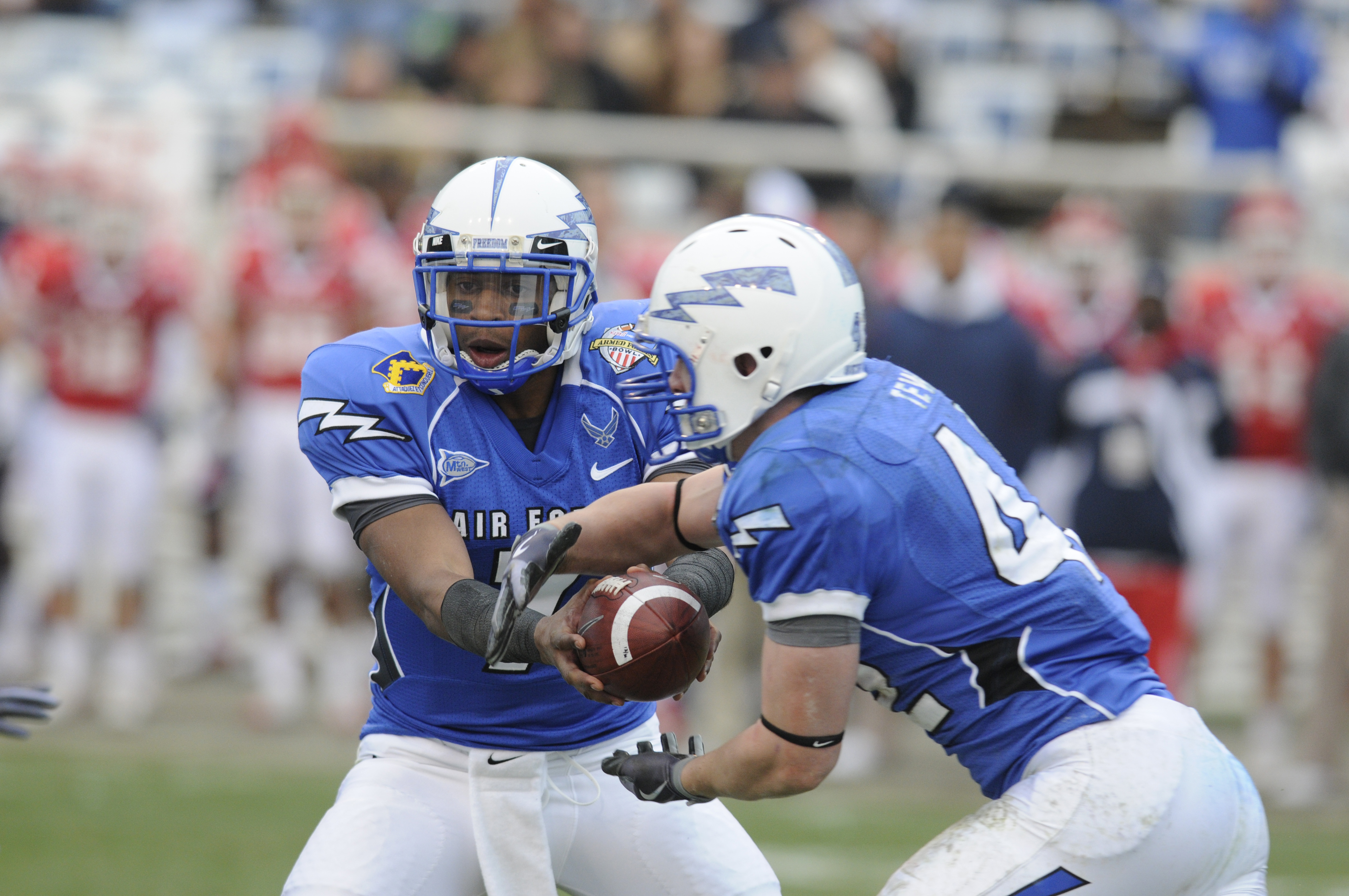
La ofensiva de los Air Force Falcons en la edición de 2009.

El Armed Forces Bowl (Tazón de las Fuerzas Armadas), anteriormente denominado Fort Worth Bowl(entre 2003 y 2005), es un evento anual de postemporada de fútbol colegial llamado Bowl Game.

## Historia
Fue creado en 2003 y a diferencia de otros bowl, en éste no hay una definición concreta de que conferencia deben ser los equipos participantes, y que en algunos casos los equipos están en esa temporada entre los mejores 25 del país.
El primero se jugó en diciembre de 2003 enfrentandoa dos equipos clasificados, el n.º 18 Boise State contra el n.º 19 TCU. Ha sido la única edición en la que se han enfrentado dos equipos clasificaqdos entre los mejores 25 (según la AP Poll) y fue hasta 2018 que uno equipo clasificado participó en el bowl cuando el n.º 22 Army jugó.
Usualmente la sede ha sido el Amon G. Carter Stadium excepto en el periodo de reconstrucción del mismo, cuando para el 2010 se utilizó el Gerald J. Ford Stadium y en 2011 el University Park, Texas.
Desde 2018 han participado al menos uno de las academias de servicio militar (Army, Navy, y Air Force), apareciendo en al menos 10 partidos. Las estipulaciones del contrato afirman que participan equipos de la American Athletic Conference (sede de Navy), la Mountain West Conference (sede de Air Force) y el independiente Army aseguraon que al menos uno de ellos forme parte del partido, según lo defina el comité de elección.
En 2018 el juego entre Army y Houston fue el primero que se vendió totalmente la capacidad de 45000 espectadores del estadio en 16 años de historia.

### Patrocinio
En la edición inaugural de 2003 el bowl se llamó PlainsCapital Fort Worth Bowl, por el patrocinio de PlainsCapital Bank. El patrocinio del banco terminó en 2004, y para 2005 no tuvo.
En 2006, la base en Fort Worth Bell Helicopter Textron fue el patrocinador, y el bowl pasó a llamarse Bell Helicopter Armed Forces Bowl. El acuerdo con Bell terminó en 2013. En ese periodo, entre 2010 y 2011 el Armed Forces Bowl se jugó en el Gerald J. Ford Stadium ubicado en el campus de la Southern Methodist University en Dallas y en 2011 en el University Park, cuando el Amon G. Carter Stadium estaba en proceso de renovación. El partido retornó al Amon Carter Stadium en Fort Worth para 2012, luego de que su remodelación fuera completada.
Alltel fue el patrocinador a partir de 2014, y pasa a ser el Alltel Wireless Bowl para la promoción de la empresa de móviles, bpero tras un año el acuerdo cayó. Después, Lockheed Martin pasó a ser el parocinador. la compañía tenía una mayor presencia en Dallas-Fort Worth Metroplex: la compañía Lockheed Martin Aeronautics estaba en Fort Worth cuando Lockheed Martin Missiles and Fire Control se instaló en Grand Prairie. En diciembre de 2018, Lockheed Martin extendió el acuerdo hasta 2025.

## Resultados
| Año            | Nombre            | Campeón           | Campeón | Finalista        | Finalista | Asistencia |
| -------------- | ----------------- | ----------------- | ------- | ---------------- | --------- | ---------- |
| 2003           | Fort Worth Bowl   | 18 Boise State    | 34      | 19 TCU           | 31        | 38 028     |
| 2004           | Fort Worth Bowl   | Cincinnati        | 32      | Marshall         | 14        | 27 902     |
| 2005           | Fort Worth Bowl   | Kansas            | 42      | Houston          | 13        | 33 505     |
| 2006           | Armed Forces Bowl | Utah              | 25      | Tulsa            | 13        | 32 412     |
| 2007           | Armed Forces Bowl | California        | 42      | Air Force        | 36        | 40 905     |
| 2008           | Armed Forces Bowl | Houston           | 34      | Air Force        | 28        | 41 127     |
| 2009           | Armed Forces Bowl | Air Force         | 47      | Houston          | 20        | 41 414     |
| 2010           | Armed Forces Bowl | Army              | 16      | SMU              | 14        | 36 742     |
| 2011           | Armed Forces Bowl | BYU               | 24      | Tulsa            | 21        | 30 258     |
| 2012           | Armed Forces Bowl | Rice              | 33      | Air Force        | 14        | 40 754     |
| 2013           | Armed Forces Bowl | Navy              | 24      | Middle Tennessee | 6         | 39 246     |
| Enero 2015     | Armed Forces Bowl | Houston           | 35      | Pittsburgh       | 34        | 37 888     |
| Diciembre 2015 | Armed Forces Bowl | California        | 55      | Air Force        | 36        | 38 915     |
| 2016           | Armed Forces Bowl | Louisiana Tech    | 48      | Navy             | 45        | 40 542     |
| 2017           | Armed Forces Bowl | Army              | 42      | San Diego State  | 35        | 35 986     |
| 2018           | Armed Forces Bowl | 22 Army           | 70      | Houston          | 14        | 44 738     |
| Enero 2020     | Armed Forces Bowl | Tulane            | 30      | Southern Miss    | 13        | 38 513     |
| Diciembre 2020 | Armed Forces Bowl | Mississippi State | 28      | 22 Tulsa         | 26        | 9000       |
| 2021           | Armed Forces Bowl | Army              | 24      | Missouri         | 22        | 34 888     |

- Fuente:[6]

## Más Apariciones

### Por Equipo
| # | Equipo     | Apariciones | Record |
| - | ---------- | ----------- | ------ |
| 1 | Houston    | 5           | 2–3    |
| 1 | Air Force  | 5           | 1–4    |
| 2 | Army       | 4           | 4–0    |
| 3 | Tulsa      | 3           | 0–3    |
| 4 | California | 2           | 2–0    |
| 4 | Navy       | 2           | 1–1    |

Equipos con una aparición
Ganó (9): Boise State, BYU, Cincinnati, Kansas, Louisiana Tech, Mississippi State, Rice, Tulane, Utah

Perdió (8): Marshall, Middle Tennessee, Missouri, Pittsburgh, San Diego State, SMU, Southern Miss, TCU

### Por Conferencia
| Conferencia    | Record | Record | Record | Record                             | Apariciones                                     | Apariciones |
| Conferencia    | J      | G      | P      | Ganó                               | Perdió                                          |             |
| -------------- | ------ | ------ | ------ | ---------------------------------- | ----------------------------------------------- | ----------- |
| C-USA          | 12     | 4      | 8      | 2004, 2008, 2012, 2016             | 2003, 2005, 2006, 2009, 2010, 2011, 2013, 2019* |             |
| Mountain West  | 7      | 2      | 5      | 2006, 2009                         | 2007, 2008, 2012, 2015, 2017                    |             |
| Independientes | 6      | 6      | 0      | 2010, 2011, 2013, 2017, 2018, 2021 |                                                 |             |
| The American   | 5      | 2      | 3      | 2014*, 2019*                       | 2016, 2018, 2020                                |             |
| Pac-12         | 2      | 2      | 0      | 2007, 2015                         |                                                 |             |
| SEC            | 2      | 1      | 1      | 2020                               | 2021                                            |             |
| Big 12         | 1      | 1      | 0      | 2005                               |                                                 |             |
| WAC            | 1      | 1      | 0      | 2003                               |                                                 |             |
| ACC            | 1      | 0      | 1      |                                    | 2014*                                           |             |
| MAC            | 1      | 0      | 1      |                                    | 2004                                            |             |

- Partidos con asterísco (*) se jugaron en enero del año siguiente.
- El Pac-12 iincluye apariciones cuando la conferencia se llamaba Pac-10 (antes de 2011).
- La WAC no patrocina a FBS football.
- Equipos Independientes: Army (2010, 2017, 2018, 2021), BYU (2011), Navy (2013)

## Jugador Más Valioso
| Año            | Campeón MVP        | Campeón MVP       | Campeón MVP | Finalista MVP      | Finalista MVP    | Finalista MVP |
| Año            | Nombre             | Equipo            | Posición    | Nombre             | Equipo           | Posición      |
| -------------- | ------------------ | ----------------- | ----------- | ------------------ | ---------------- | ------------- |
| 2003           | Ryan Dinwiddie     | Boise State       | QB          | Brandon Hassell    | TCU              | QB            |
| 2004           | Gino Guidugli      | Cincinnati        | QB          | Josh Davis         | Marshall         | WR            |
| 2005           | Jason Swanson      | Kansas            | QB          | Kevin Kolb         | Houston          | QB            |
| 2006           | Louie Sakoda       | Utah              | P/K         | Paul Smith         | Tulsa            | QB            |
| 2007           | Kevin Riley        | California        | QB          | Shaun Carney       | Air Force        | QB            |
| 2008           | Bryce Beall        | Houston           | RB          | Jared Tew          | Air Force        | FB            |
| 2009           | Asher Clark        | Air Force         | RB          | Tyron Carrier      | Houston          | WR            |
| 2010           | Stephen Anderson   | Army              | LB          | Darius Johnson     | SMU              | WR            |
| 2011           | Cody Hoffman       | BYU               | WR          | Dexter McCoil      | Tulsa            | DB            |
| 2012           | Jordan Taylor      | Rice              | WR          | Austin Niklaas     | Air Force        | LB            |
| 2013           | Keenan Reynolds    | Navy              | QB          | T. T. Barber       | Middle Tennessee | LB            |
| Enero 2015     | Kenneth Farrow     | Houston           | RB          | Chad Voytik        | Pittsburgh       | QB            |
| Diciembre 2015 | Jared Goff         | California        | QB          | Karson Roberts     | Air Force        | QB            |
| 2016           | Trent Taylor       | Louisiana Tech    | WR          | Zach Abey          | Navy             | QB            |
| 2017           | Ahmad Bradshaw     | Army              | QB          | Rashaad Penny      | San Diego State  | RB            |
| 2018           | Kelvin Hopkins Jr. | Army              | QB          | Romello Brooker    | Houston          | TE            |
| Enero 2020     | Justin McMillan    | Tulane            | QB          | Quez Watkins       | Southern Miss    | WR            |
| Diciembre 2020 | Lideatrick Griffin | Mississippi State | WR/KR       | Christian Williams | Tulsa            | DB            |
| 2021           | Arik Smith         | Army              | LB          | Brady Cook         | Missouri         | QB            |

- Fuente:[7][8][9]

## Récords
| Equipo                             | Record, Equipo vs. Rival                                             | Año       |
| ---------------------------------- | -------------------------------------------------------------------- | --------- |
| Más Puntos Anotados                | 70, Army vs. Houston                                                 | 2018      |
| Más Puntos Anotados (perdedor)     | 45, Navy vs. Louisiana Tech                                          | 2016      |
| Más Puntos Acumulados              | 93, Louisiana Tech (48) vs. Navy (45)                                | 2016      |
| Menos Puntos Recibidos             | 6, Navy vs. Middle Tennessee                                         | 2013      |
| Mayor victoria                     | 56, Army (70) vs. Houston (14)                                       | 2018      |
| Yardas Totales                     | 592, Army vs. Houston                                                | 2018      |
| Yardas Terrestres                  | 507, Army vs. Houston                                                | 2018      |
| Yardas Aéreas                      | 467, California vs. Air Force                                        | Dec. 2015 |
| First downs                        | 31, Compartido con: Louisiana Tech vs. Navy Army vs. San Diego State | 2016 2017 |
| Menos Yardas Permitidas            | 134, Cincinnati vs. Marshall                                         | 2004      |
| Menos Yardas Terrestres Permitidas | –3, Cincinnati vs. Marshall                                          | 2004      |
| Menos Yardas Aéreas Permitidas     | 6, San Diego State vs. Army                                          | 2017      |
| Individual                         | Record, Nombre, Equipo                                               | Año       |
| Yardas Totales                     |                                                                      |           |
| Touchdowns (totales)               | 5, Kelvin Hopkins Jr. (Army)                                         | 2018      |
| Yardas Terrestres                  | 221, Rashaad Penny (San Diego State)                                 | 2017      |
| Touchdowns Terrestres              | 5, Kelvin Hopkins Jr. (Army)                                         | 2018      |
| Yardas Aéreas                      | 467, Jared Goff (California)                                         | Dec. 2015 |
| Touchdowns Aéreos                  | 6, Jared Goff (California)                                           | Dec. 2015 |
| Yardas Por Recepción               | 233, Trent Taylor (Louisiana Tech)                                   | 2016      |
| Recepciones                        |                                                                      |           |
| Recepción de touchdowns            | 3, más reciente: Kenny Lawler (California)                           | Dec. 2015 |
| Tackleadas                         | 23, Marcus McGraw (Houston)                                          | 2009      |
| Capturas                           | 3.5, James Nachtigal (Army)                                          | 2018      |
| Intercepciones                     | 3, Anthony Wright (Air Force)                                        | 2009      |
| Jugadas Largas                     | Record, Nombre, Equipo vs. Rival                                     | Año       |
| Touchdown Terrestre                | 81 yds., Rashaad Penny (San Diego State)                             | 2018      |
| Touchdown Aéreo                    | 64 yds., Zach Abey to Darryl Bonner (Navy)                           | 2016      |
| Regreso de Kickoff                 | 100 yds., Jonathan Warzeka (Air Force)                               | 2009      |
| Regreso de Despeje                 | 85 yds., Brian Murph (Kansas)                                        | 2005      |
| Regreso de Intercepción            | 90 yds., Emmanuel Forbes (Mississippi State)                         | Dec. 2020 |
| Regreso de Fumble                  | 55 yds., Josh McNary (Army)                                          | 2010      |
| Despeje                            | 60 yds., más reciente: Logan Piper (Houston)                         | Jan. 2015 |
| Gol de Campo                       | 52 yds., Chris Blewitt (Pittsburgh)                                  | Jan. 2015 |

- Fuente:[10]